# Брюс Біддл
Брюс Біддл (англ. Bruce Biddle, 2 листопада 1949) — новозеландський велогонщик.
Учасник Олімпійських Ігор 1972 року.
Переможець Ігор Співдружності 1970 року в груповій шосейні гонці.